# Schaefferia pouadensis
Schaefferia pouadensis är en urinsektsart som beskrevs av Delamare Deboutteville 1945. Schaefferia pouadensis ingår i släktet Schaefferia och familjen Hypogastruridae. Inga underarter finns listade i Catalogue of Life.